# Törpehangyászok
A törpehangyászok (Cyclopedidae) az emlősök (Mammalia) osztályának vendégízületesek (Xenarthra) öregrendjébe, ezen belül a szőrös vendégízületesek (Pilosa) rendjébe tartozó család.

## Rendszerezés
Ebbe a családba 1 élő és 1 fosszilis nem tartozik:
- Cyclopes
  - törpehangyász (Cyclopes didactylus)
- †Palaeomyrmidon[1]